# Follie di Broadway 1936
Follie di Broadway 1936 (Broadway Melody of 1936) è un film del 1935 diretto da Roy Del Ruth e W. S. Van Dyke, sebbene quest'ultimo non sia stato accreditato.
È il secondo dei quattro film della serie Broadway Melody prodotta da MGM, iniziata nel 1929 con La canzone di Broadway.

## Trama
Una fanciulla raccoglie le sue economie e raggiunge New York perché spera che un suo compagno di scuola, divenuto grande impresario e autore di riviste, possa aiutarla nel suo sogno di gloria. Ma costui, che sta inscenando un suo lavoro finanziato da una sua amica non vuole.

## Produzione
Il film fu prodotto dalla Metro-Goldwyn-Mayer (MGM) (controlled by Loew's Incorporated). Venne girato dal 29 aprile al luglio, con delle scene aggiunte girate nell'agosto 1935.

### Numeri musicali
- You Are My Lucky Star (musica e parole di Nacio Herb Brown e Arthur Freed)
- I've Got a Feelin' You're Foolin'  (musica e parole di Nacio Herb Brown e Arthur Freed)
- Sing Before Breakfast  (musica e parole di Nacio Herb Brown e Arthur Freed)
- Broadway Melody (musica e parole di Nacio Herb Brown e Arthur Freed)
- Broadway Rhythm (musica e parole di Nacio Herb Brown e Arthur Freed)
- On a Sunday Afternoon (musica e parole di Nacio Herb Brown e Arthur Freed)

### Danze
I numeri danzati furono creati e diretti da Dave Gould. Per il brano I've Got a Feelin' You're Foolin, Gould ebbe come assistente Thayer the Magician. Il balletto Lucky Star fu eseguito da Albertina Rasch, Broadway Rhythm da Geneva Hall.

## Distribuzione
Distribuito dalla Metro-Goldwyn-Mayer (MGM) (controlled by Loew's Incorporated), uscì nelle sale cinematografiche statunitensi il 20 settembre 1935 dopo una première tenuta a Hollywood il 25 agosto e una a New York il 18 settembre 1935.

## SerieBroadway Melody
Gli altri episodi della serie:
- La canzone di Broadway (The Broadway Melody) (1929)
- Follie di Broadway 1938 (Broadway Melody of 1938) (1937)
- Balla con me (Broadway Melody of 1940) (1940)